# Lotto-Mobistar/1999
Deze pagina geeft een overzicht van de Lotto-Mobistar wielerploeg in  1999.

## Algemene gegevens
Sponsors: Belgische Nationale Loterij, Mobistar (telefonieaanbieder)
Ploegleiders: Jean-Luc Vandenbroucke, Jef Braeckevelt
Fietsmerk: Vitus

## Renners
| Naam                     | Geboortedatum | Nationaliteit | Ploeg 1998                     |
| ------------------------ | ------------- | ------------- | ------------------------------ |
| Mario Aerts              | 31-12-1974    | België        |                                |
| Koen Beeckman            | 02-09-1973    | België        | Ipso-Euroclean                 |
| Fabien De Waele          | 19-07-1975    | België        |                                |
| Sebastien Demarbaix      | 19-12-1973    | België        | Home Market-Ville de Charleroi |
| Christophe Detilloux     | 03-05-1974    | België        |                                |
| Jacky Durand             | 10-02-1967    | Frankrijk     | Casino-Ag2r                    |
| Wim Feys                 | 16-12-1971    | België        |                                |
| Thierry Laurent          | 13-09-1966    | Frankrijk     | Festina-Lotus                  |
| Manu Lhoir               | 24-07-1975    | België        | Neoprof                        |
| Thierry Marichal         | 13-06-1973    | België        |                                |
| Chris Peers              | 03-03-1970    | België        |                                |
| Jo Planckaert            | 16-12-1970    | België        |                                |
| Andrei Tchmil            | 22-01-1963    | België        |                                |
| Kurt Van De Wouwer       | 24-09-1971    | België        |                                |
| Paul Van Hyfte           | 19-01-1972    | België        |                                |
| Jean-Denis Vandenbroucke | 11-10-1976    | België        |                                |
| Rik Verbrugghe           | 23-07-1974    | België        |                                |
| Geert Verheyen           | 10-03-1973    | België        |                                |
| Peter Wuyts              | 24-02-1973    | België        | Vlaanderen 2002-Eddy Merckx    |

## Belangrijke overwinningen
| Milaan-San Remo Andrei Tchmil Wereldbeker wielrennen eindklassement: Andrei Tchmil Ster van Bessèges 2e etappe: Jo Planckaert Kuurne-Brussel-Kuurne Jo Planckaert Parijs-Nice 2e etappe: Andrei Tchmil 6e etappe: Jacky Durand | Ronde van Picardië 1e etappe: Thierry Marichal Route du Sud 2e etappe: Geert Verheyen Ronde van het Waalse Gewest 4e etappe, deel A: Andrei Tchmil Le Samyn Thierry Marichal |

1985 · 1986 · 1987 · 1988 · 1989 · 1990 · 1991 · 1992 · 1993 · 1994 · 1995 · 1996 · 1997 · 1998 · 1999 · 2000 · 2001 · 2002 · 2003 · 2004 · 2005 · 2006 · 2007 · 2008 · 2009 · 2010 · 2011 · 2012 · 2013 · 2014 · 2015 · 2016 · 2017 · 2018 · 2019 · 2020 · 2021 · 2022 · 2023 · 2024 · 2025